# 提姆·瓦茨

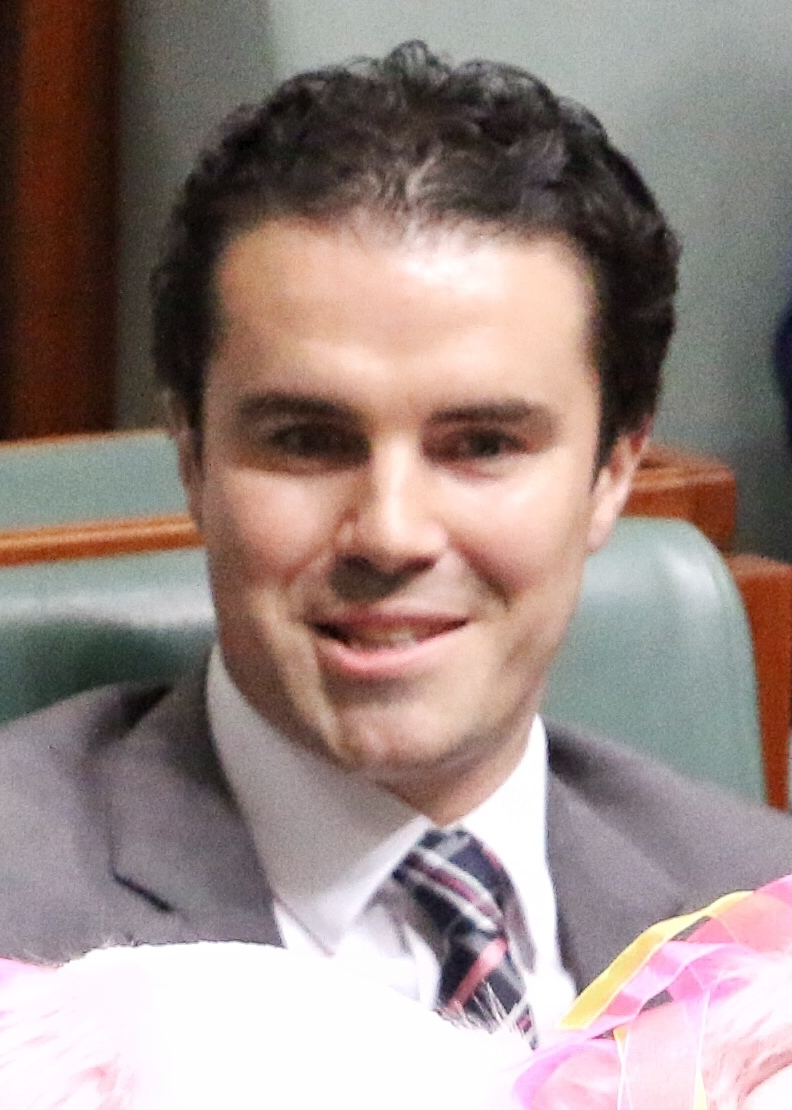

提姆·瓦茨（Tim Watts，1982年6月8日—）是一位澳洲政治人物，他的黨籍是澳洲工黨。自2013年開始，他是吉利布蘭選區選出的澳大利亞眾議院的議員。在踏入政壇之前，他在澳大利亞電信工作。